# Циркът
Циркът (на английски: The Circus) е игрален филм от 1928 г., в който Чарли Чаплин играе Скитника. Първоначално филмът е представен наведнъж в четири номинации за Оскар: за най-добър режисьор на комедия, най-добър актьор, най-добър литературен източник и като най-добър филм. Филмовите академици обаче отстраняват филма от всички номинации, а на самия актьор и режисьор е връчена специална почетна награда с формулировката „За универсалност и гениалност в актьорството, сценарист, режисура и продукция, проявена във филма „Циркът“.

## Сюжет
Внимание:  Текстът по-долу разкрива сюжета на произведението (или части от него)!
В града пристига цирк, който се управлява от доста корав мъж: той кара дъщеря си Мирна да гладува за всяко престъпление и се отнася с клоуните като с роби. Сред заинтересованите от представлението е Скитника, който веднага се забърква в неприятности: до него джебчията открадва портфейла на минувач, но уплашен от полицията, го слага в джоба на Скитника. По-късно джебчията се опитва да върне парите, но е арестуван от полицай и предава портфейла на Вагранта, вярвайки, че той е негов. Внезапно джебчията избухва и започва да преследва Скитника, с който постепенно са привлечени собственикът на портфейла и полицията. Преследването завършва точно в цирка, където Скитника хуква с надеждата да се скрие. Публиката толкова хареса „забавния човечец“, че не иска да гледа нищо друго, в резултат на което собственикът на цирка е принуден да вземе Скитника на работа. От този момент нататък бизнесът му тръгва рязко нагоре и самият Скитник се сприятелява с дъщерята на собственика.
Един ден Мирна стига до врачка и тя ѝ предсказва любовта и сватбата си с млад чернокос красавец. Скитника смята, че става въпрос за него, но всъщност този човек се оказва Рекс, новодошъл в цирковия лагер, чийто номер върви по опънато въже. Между него и Мирна любовта пламва от пръв поглед, което силно наранява Скитника и поради притесненията той започва да се представя зле. След като Рекс по някаква причина не излиза на арената, Скитника е принуден да го замени. За да бъде в безопасност, той плаща на цирковия работник пет долара, за да завърже въжето около себе си. Благодарение на това Чарли изпълнява фантастични трикове върху въжето, но изведнъж въжето се развързва и животът на Скитника е в реална опасност. По същото време е нападнат и от избягали маймуни. Той обаче успява да стигне до края на въжето и да се премества на велосипед, на който излита от цирка с бясна скорост и попада в магазин за тютюн.
Връщайки се в цирка, Скитника става свидетел на нова кавга между Мирна и баща ѝ. Това става последната капка и той напада собственика, в резултат на което губи работата си. Същата нощ Скитника научава, че Мирна също е напуснала цирка. Тя моли Скитника да я вземе със себе си, но той отказва, но въпреки това ѝ помага да стане щастлива: влиза тайно в цирка, обажда се на Рекс и му урежда среща с Мирна, в резултат на което те се женят на сутринта.
Циркът си тръгва с младоженците, Скитника отказва да отиде с тях и остава напълно сам.

## Производство
Чаплин всъщност трябва да овладее умението за балансиране. Той върви по въже, фиксирано на височина 12 метра. Това е предшествано от няколкоседмично обучение. Сцената с маймуните е непланирана: по време на снимките животните наистина са избягали и се нахвърлят върху актьора, но Чарли Чаплин не се изненадва и заповядва на снимачния екип да не изключва камерите.